# 앤 브래셰어스

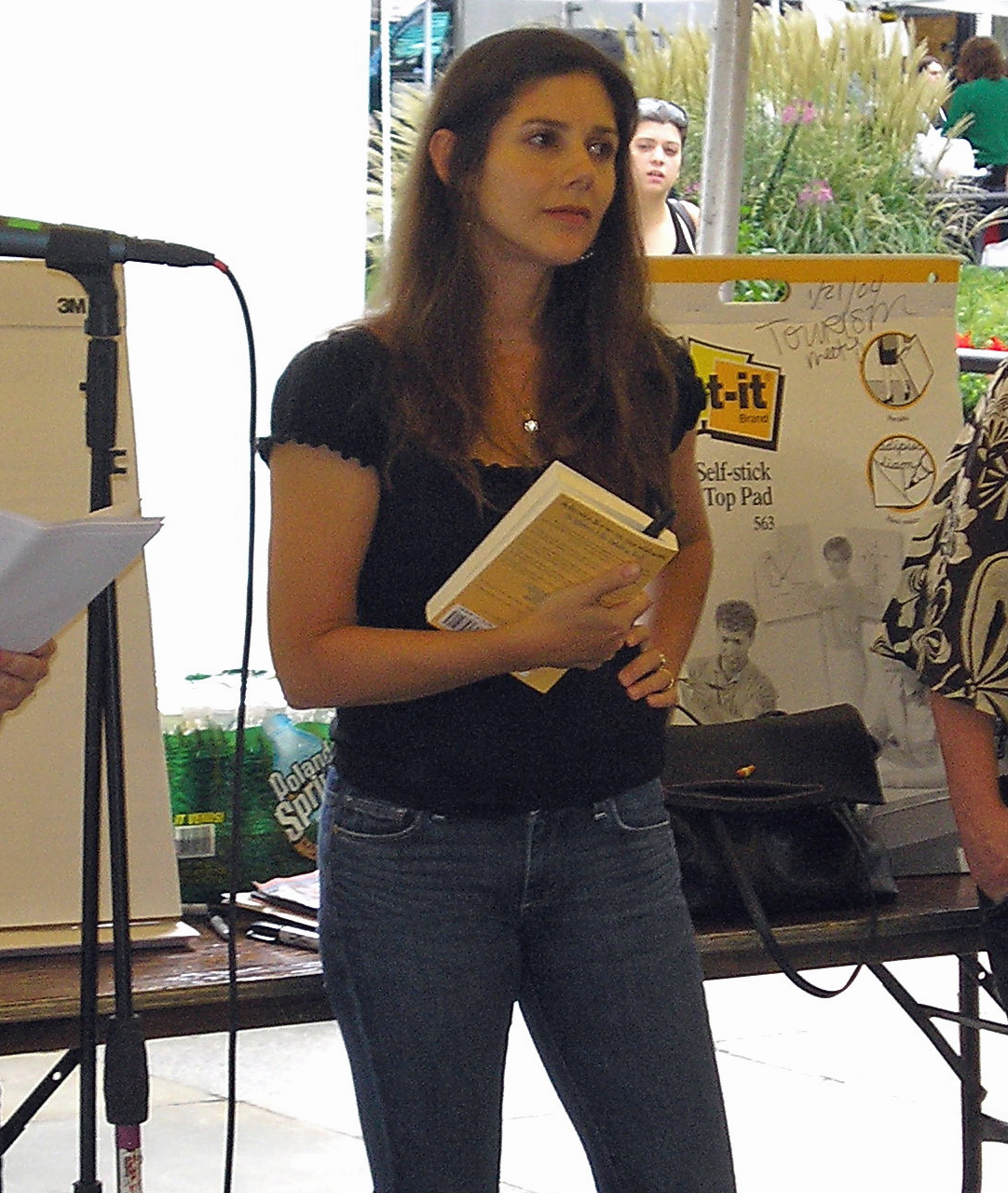
앤 브래셰어스

앤 브래셰어스(Ann Brashares, 1967년 7월 30일 ~ )는 미국의 작가로, 《청바지 돌려 입기》의 저자로 잘 알려져 있다.